# Калдас-д'Астрак
Калдас-д'Астрак (Caldes d'Estrac) — муніципалітет у комарці Маресме в Каталонії, Іспанія. Він розташований на узбережжі між Сан-Вісенс-де-Монтальт і Ареніс-де-Мар. Його обслуговує головна дорога N-II уздовж узбережжя та станція на залізничній лінії RENFE.